# Nitto Santapaola
Nitto Santapaola (eigentlich: Benedetto Santapaola; * 4. Juni 1938 in Catania, Sizilien, Italien) ist ein sizilianischer Mafioso. 

## Leben
Benedetto Santapaola, der seit frühester Jugend mit Vornamen nur Nitto genannt wird, wuchs gemeinsam mit mehreren Brüdern in sehr armen Verhältnissen im catanesischen Stadtteil San Cristoforo auf. Schon früh als Kleinkrimineller aktiv, wurde er Anfang der 1960er Jahre in die Mafia-Familie von Catania aufgenommen; ihm folgte bald auch sein Bruder Antonino „Nino“ Santapaola. Mit dem Boss der Familie, Giuseppe Calderone, war er eng befreundet, ebenso mit dessen Bruder, Antonio Calderone. Mit der Justiz geriet er bereits in den 1960er Jahren mehrfach in Konflikt und 1970 wurde er, wie viele andere Mafiosi, ins Exil geschickt; dies ist eine spezielle Maßnahme des italienischen Strafrechts. Santapaola verbrachte diese Zeit hauptsächlich in Neapel.
1975 wurde auf Betreiben Giuseppe Calderones die Regional-Kommission gegründet, ein Regierungsorgan der Cosa Nostra. Giuseppe Calderone selbst wurde ihr Vorsitzender und musste aufgrund der damaligen Statuten dieses Organs die Führerschaft über die Familie von Catania an jemand anderen abgeben. So wurde sein Freund Nitto Santapaola neuer Boss, während Antonio Calderone Vize-Boss blieb. Santapaola erweiterte die zahlenmäßig schwache Familie bald durch Aufnahme vieler neuer Verbrecher, von denen einige wie Alfio Ferlito Kleinkriminelle waren, einige andere mit ihm persönlich in enger Beziehung standen. Auf diese Weise baute Santapaola sich innerhalb der Familie eine eigene Privatarmee auf, die nur ihm gehorchte. Santapaola, der auch am Heroinhandel beteiligt war, stieg in den 1970er Jahren auch gesellschaftlich auf. Ende des Jahrzehnts wurde er Generalvertreter von Renault in Catania.
Als sich ab Mitte der 1970er Jahre die Kluft zwischen den traditionellen Bossen aus Palermo und den aufstrebenden Corleonesern auftat, verbündete sich Santapaola mit den Corleonesi um Salvatore Riina. Die Calderones hingegen pflegten traditionell enge Beziehungen zu den palermitanischen Bossen wie Stefano Bontade und Salvatore Inzerillo. Es kam zu Spannungen innerhalb der Familie und im September 1978 wurde Giuseppe Calderone auf Betreiben Riinas und der Corleonesi ermordet. Sein Bruder Antonino, überzeugt davon, ebenfalls ermordet zu werden, floh im Jahr 1982 nach Nizza; dort wurde er 1986 von der französischen Polizei verhaftet und entschloss sich bald, ein Pentito zu werden und als Kronzeuge auszusagen. Alfio Ferlito sagte sich von der Familie los und begann mit einigen Getreuen einen blutigen Krieg gegen Santapaola und seine Anhänger.
1981 brach der Zweite Mafiakrieg aus, den die Corleonesi durch ein blutiges Massaker unter ihren Gegnern für sich entschieden. Ferlito, mit ihrem Gegner Bontade verbündet, wurde von ihnen ebenso ermordet wie unzählige andere. Santapaola war nun der unangefochtene Boss in Catania. Als enger Verbündeter Riinas saß er von nun an auch in der Interprovinzial-Kommission. An der Ermordung des Präfekten von Palermo, General Carlo Alberto Dalla Chiesa, war auch Santapaola beteiligt, der einige Angehörige des Killerkommandos aus seiner Familie stellte. Santapaola wurde 1994 in der Nähe von Catania in einem umgebauten Bauernhaus verhaftet, wo er sich vor der Justiz versteckt hielt. Wegen vielfachen Mordes verurteilt, verbüßt Santapaola eine lebenslange Haftstrafe.
Antonio Calderone beschreibt ihn in seinen Aussagen als einen brutalen Mörder, der sich auch nicht scheute, eine Gruppe 15-Jähriger umzubringen, weil diese seiner Mutter ihre Handtasche gestohlen hatten. Nittos Bruder Nino Santapaola beschreibt ihn als einen Psychopathen, der aus Zwang mordete und oft samstagabends loszog, um Leute aus meist nichtigen Gründen zu ermorden oder einfach nur, weil sie ihm unsympathisch waren:

„Nitto Santapaola ist der grausamste Mensch, den ich je kennengelernt habe. Adolf Hitler hat weniger Morde begangen als er. Nitto brauchte das Morden.“

Nitto Santapaola soll an klinischer Lykanthropie leiden. Im Dezember 2007 wurde Nitto Santapaolas Sohn Vincenzo festgenommen, durch den Santapaola weiterhin die Familie von Catania geleitet haben soll.